# Коршиков, Николай Семёнович
Николай Семёнович Коршиков  (22 февраля 1935, Кашарский район, Ростовская область — 2001) — историк, краевед.

## Биография
Николай Семёнович Коршиков родился 22 февраля 1935 года в Кашарском районе, Ростовской области в крестьянской семье. В 1957 году Николай Коршиков поступил на историко-филологический факультет Ростовского государственного университета по специальности «История», который окончил в 1963 году. В студенческие годы Николая Коршикова интересовало прошлое Донского края, жизнь и творчество историка и литератора, декабриста В. Д. Сухорукова, изучал жизнь и творчество Александра Сергеевича Грибоедова, Александра Сергеевича Пушкина, Михаила Юрьевича Лермонтова, пребывание их на Дону и на Кавказе.
После окончания Ростовского государственного университета Николай Семёнович Коршиков работал преподавателем историко-филологического факультета РГУ на кафедре отечественной истории XIX-начала XX века.
Николай Семёнович возродил из небытия труды первого донского историка Василия Дмитриевича Сухорукова, он показал его огромный вклад в изучение этнографии, археологии, статистики Донского края, древней и средневековой истории донского казачества. Совместно с доцентом исторического факультета В. Н. Королёвым Николай Коршиков в течение трёх лет провёл огромную работу для издания сочинения В. Д. Сухорукова «Историческое описание Земли Войска Донского», сопроводив его многочисленными, важными и интересными примечаниями и комментариями. Коршикова Николая Семёновича в истории Донского края интересовали люди, откуда они пришли, чем занимались, какую роль играли в жизни края, его внимание привлекали казачьи роды или крестьяне, рядовые казаки, оставившие свой след в донской и российской истории. Н. С. Коршиков в 1990-е годы занялся проблемой казачьего землевладения и землепользования, результаты исследования отражены в сборнике документов «Земля в судьбах донского казака» (1998). Николай Семёнович на основе архивных материалов составил родословные дворянских родов Ефремовых, Орловых-Денисовых, Иловайских, Егоровых, Карповых и других. Историк и краевед, Николай Семёнович Коршиков подготовил большой научно-справочный материал об участии генералов, штаб и обер-офицеров донского казачества в Отечественной войне 1812 года, заграничных походах русской армии для энциклопедии «1812 год» и была проделана большая исследовательская работа по воссозданию биографии атамана М. И. Платова и родословной Платовых.
Н. С. Коршиков был постоянным посетителем читальных залов Государственного архива Ростовской области и Донской государственной публичной библиотеки. Доктор исторических наук, профессор Южного федерального университета А. И. Агафонов во время прохождения первых чтений отметил:

Через историю Донского края он решал вопросы истории России, подчас сложные и настолько запутанные, что на выяснение деталей и обстоятельств событий и фактов уходили месяцы и даже годы. Но после того как Н. С. Коршиков восстанавливал исторический факт в полном объеме или даже частично, можно с твердостью было считать, что он становился событием истории… <….> Скрупулёзность, тщательность, с которой Н. С. Коршиков трудился в архивах и библиотеках в поисках фактов и событий донской истории, глубокие знания создали ему авторитет крупного учёного и краеведа, с мнением которого считались специалисты не только на Дону, но и в Москве, Петербурге, на Кавказе.
Н. С. Коршиков является автором около 100 публикаций.
Умер Николай Семёнович Коршиков в 2001 году.

## Труды
- Общественно-политическая деятельность декабриста В. Д. Сухорукова на Кавказе (1827—1833 гг.) // Известия СКНЦ ВШ. Общественные науки. — 1975. — № 4. — С. 44—49; Декабрист В. Д. Сухоруков на Кавказе 1834—1839 гг. // Вопросы истории и этнографии Дагестана. — Махачкала, 1976. — Вып. 7; Еще раз о записке А. С. Пушкина // Дон. — 1987. — № 6. — С. 165—168; В. Сухоруков и А. Пушкин: (по следам пушкинской записки о сотнике В. Д. Сухорукове) // Донские древности / Под ред. В. Я. Кияшко. — Азов, 1994. — Вып. 2. С. 122—148; Записка В. Д. Сухорукова // Дон. — 1987. — № 6. — С. 169—170.

- Декабрист В. Д. Сухоруков — публицист, критик, издатель // Молодой журналист. — 1978. — 25 сентября; Из фаланги декабристов / В соавт. С. В. И. Лесиным // Люди земли Донской. Очерки. — Ростов н/Д., 1983. — С. 37—41; Археологические исследования на Дону декабриста В. Д. Сухорукова // Сов. археология. — 1985. — № 1. — С. 122—130.

- Из истории донского дворянства. Родословные донских дворян. Карповы // Проблемы источниковедения и отечественной истории (Памяти А. П. Пронштейна). — Ростов н/Д., 1999. — С. 236.

- Общественно-политическое движение в Области войска Донского (конец XVIII-первая четверть XIX в.): Дисс. канд. ист. наук. Рост. гос. ун-т. — Ростов н/Д., 1987; Историк Дона В. Д. Сухоруков и его «Историческое описание Земли Войска Донского» / В соавт. с В. Н. Королевым // Дон. — 1988. — № 4. — С. 143—149.

- Cухоруков В. Д. Историческое описание Земли Войска Донского / Публ. и примеч. Н. С. Коршикова и В. Н. Королева // Дон. — 1988. — № 4—12; 1989. — № 1—8, 10—12; 1990. — № 1—12.

- Город Черкасск в трудах донского историка В. Д. Сухорукова; Краса Донского края: Из истории строительства и реставрации Воскресенского Войскового собора / В соавт. с В. Черницыной // Богатый колодезь: Ист.-краевед. альманах. — Ростов н/Д., Вып.1. — С. 96-98, 117—130; Было ли земельное равенство у казаков // Крестьянин. — 1992. — № 1.

- Евграф Грузинов / В соавт. с В. И. Лесиным // Вопр. истории. — 1987. — № 7. — С. 88-96; Записка Е. О. Грузинова — не исследованный источник по истории русской общественно-политической мысли преддекабристского периода / В соавт. с В. И. Лесиным // Источники по истории революционного движения на Дону и Северном Кавказе (XIX-первая четверть XX века). — Ростов н/Д., 1989. — С. 4—20.

- Отличались особой храбростью: Родословная потомственных дворян войска Донского Ханженковых // «Летя в пыли на почтовых»: К 200-летию со дня рождения А. С. Пушкина. — Ростов н/Д., 1997. — С. 128—147; Из истории донского дворянства. Родословные донских дворянских родов. Карповы. Дячкины. Дворяне Орловы и графы Орловы-Денисовы // Проблемы источниковедения и отечественной истории. — Ростов н/Д., 1999 . — С. 226—268; Откуда есть и пошел род Миллеров на Дону // Дар. — 1997. — № 11; Из истории родословной книги донских дворян // Историко-археологические исследования в Азове и на Нижнем Дону в 1994 году. — Азов, 1997. — Вып.14. — С. 197—206; и др.

- История Донского края в документах / Публикация и комментарии Н. Коршикова // Историко-археологические исследования в Азове и на Нижнем Дону в 1992 году. — Азов, 1994. — Вып. 12. — С. 189—214; Новые документы о декабристе В. Д. Сухорукове // Историко-археологические исследования в Азове и на Нижнем Дону в 1993 году. — Азов, 1994. — Вып. 13. — С. 135—151.

- Земля и воля: реформирование землепользования на Дону в первой половине XIX века // Дон. — 1994. — № 1. — С. 222—233; Своевременные советы из прошлого // Дон. — 1995. — № 5; Власть и земля на Дону // Донские казаки в прошлом и настоящем / Под общ. ред. Ю. Волкова. — Ростов н/Д., 1998. — С. 105—133; Как жили на Дону в XVIII-первой половине XIX века // Дон. — 1997. — № 5. — С. 223—252; Дворянское землевладение на Дону // Дон. — 1997. — № 12. — С. 206—226; Казачье землевладение на Дону // Дон. — 1998. — № 7. — С. 211—241; Эволюция форм землевладения к донских казаков // Становление казачьего самоуправления. Докл. и тезисы научно-практ. конф. Ростов н/Д., 26—27 февраля 1998 г. / Под ред. В. Ф. Хижнякова, А. В. Венкова, Е. И. Дулимова. — Ростов н/Д., 1998. — С. 65—71.

- Новые документы о Правобережном Цимлянском городище / В соавт. с Н. А. Мининковым // Донская археология. — 1999. — № 1. — С. 84—89; Таинственная «девица Пеленкина» (К пребыванию А. С. Пушкина в Ростове на Дону) // Научная мысль Кавказа. — 1999. — № 2. — С. 71-73; «Так хороша, как мало видел я хороших» // Очерки истории Азова. — Азов. — 2000. — Вып. 5. — С. 118—123; Кто автор Донского гимна // Дар. — 1996. — № 5.

- Из истории родословной книги донских дворян // Историко-археологические исследования в г. Азове и на Нижнем Дону. Азов, 1997. Вып. 14. — С. 197—206.

- А. С. Пушкин на Дону / Николай Кошиков // Дон. 1999. № 2. — С. 228—260.

- Дворяне и графы Платовы = Platovs — noblemen and counts / Н. С. Коршиков. Ростов-на-Дону: NB, 2004. (История и генеалогия Донского дворянств).

- Дворянское землевладение на Дону / Николай Коршиков // Дон. 1997. № 12. — С. 206—226.

- Еще раз о «Записке» А. С. Пушкина / Н. Коршиков // Дон. 1987. № 6. — С. 165—168.

- Записка В. Д. Сухорукова / Н. Коршиков // Дон. 1987. № 6. — С. 169—170.

- Земля в судьбах донского казака: собрание историко-правовых актов 1704—1919 г. / Дон. юpид. ин-т, Гос. аpхив Рос. обл.; сост.: Николай Коршиков. Ростовна-Дону: Гефест, 1998.

- Земля и воля: Реформирование землепользования на Дону в первой половине XIX века / Николай Коршиков // Дон. 1994. № 1. — С. 222—233

- Как жили на Дону (XVIII—I половина XIX в.) / Николай Коршиков // Дон. 1997. № 5. — С. 223—252.

- Откуда есть и пошло дворянство на Дону / Н. Коршиков // Известия высших учебных заведений. Северо-Кавказский регион. Общественные науки. 2001. № 3. — С. 40—43.

- Пушкин и Сухоруков / Н. Коршиков, Л. Дода // Дон. 2001. № 9. С. 3-12.

- Сухоруков В. Историческое описание Земли Войска Донского = The historical description of the Land of the Don Army / Василий Сухоруков; коммент., доп., вступ. ст. Н. С. Коршикова, В. Н. Королева. Ростов-на-Дону: ГинГо, 2001.